# Гиббонс, Текс
Текс Гиббонс (англ. John Haskell «Tex» Gibbons, 7 октября 1907, Элк-Сити, Оклахома — 30 мая 1984, Ла Хабра, Калифорния) — американский баскетболист, участник летних Олимпийских игр 1936 года в Берлине, олимпийский чемпион.

## Биография
В начале 1930-х годов Джон Гиббонс играл в баскетбол в Юго-Западном колледже (штат Канзас). После окончания школы, как и многие звезды его времени, он стал играть в баскетбольной лиге Ассоциации любительского спорта. Он играл за несколько команд Ассоциации, но как игрок McPherson Oilers он получил право на участие в олимпийской команде 1936 года. Гиббонс также преподавал в Калифорнийском университете (Лос-Анджелес) и тренировал команду этого университета. Затем он устроился на работу в компанию Phillips Oil и долгое время работал в нефтяном бизнесе.